# Yulin-Grotten

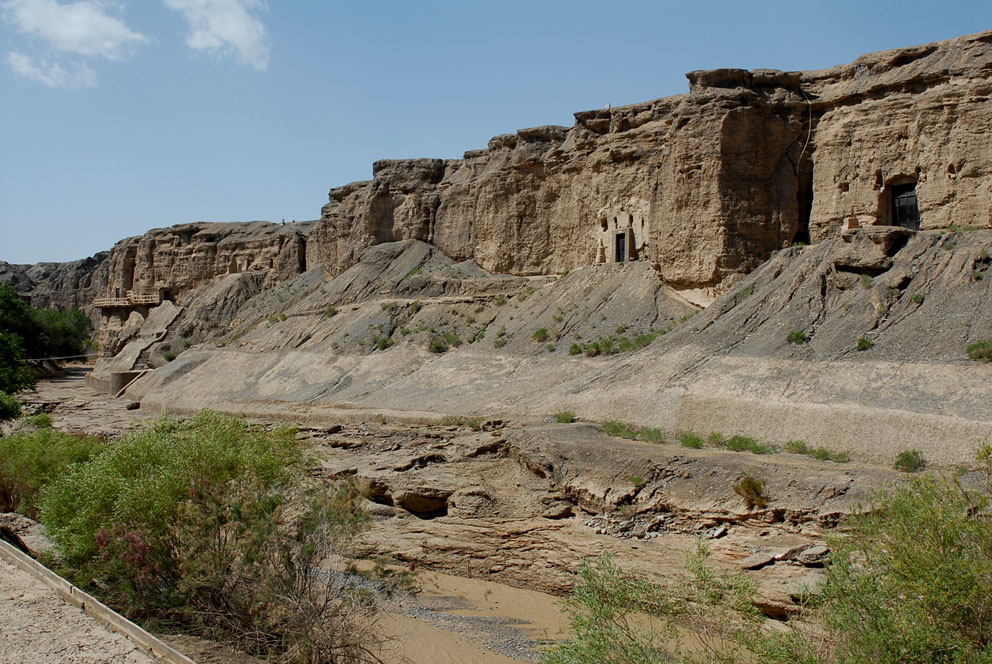
Yulin-Grotten

Die Yulin-Grotten (chinesisch 榆林窟, Pinyin Yúlín kū, englisch Yulin Grottoes / Ten-Thousand Buddha Gorge / Caves of the Myriad Buddhas) 75 km südwestlich von Anxi, d. h. dem heutigen Kreis Guazhou (瓜州县), Provinz Gansu, China, sind buddhistische Höhlentempel. 
Die Stätte ist auch unter dem Namen "Zehntausend-Buddha-Schlucht" (万佛峡,  Wànfóxiá,  Wan Fo Hsia) bekannt, wobei "Zehntausend-Buddha-Schlucht" (Wanfoxia) als umgangssprachliche Ortsangabe zu verstehen ist. Insgesamt gibt es 41 Hauptgrotten sowie mehrere 100 kleinere Höhlen. Die Felshöhlen sind an der westlichen und östlichen Seite des Tales in den Fels gehauen, am Ostufer befinden sich dreizehn Höhlen, am Westufer elf.
Die frühesten gehen bis auf die Zeit vor der Tang-Dynastie zurück, die spätesten stammen aus der Zeit der Mandschu-Dynastie. Die meisten Wandgemälde und Statuen stammen aus der Zeit der Tang- und der Song-Dynastie und einige aus der Zeit der Westlichen Xia- (Xi Xia) und Mongolen-Zeit. In ihrer Struktur und in ihrem künstlerischen Stil ähneln sie den Mogao-Grotten in Dunhuang.
Die Stätte wurde von Aurel Stein (1907) und Langdon Warner (1925, auf der zweiten Fogg Museum Expedition) erforscht.
Seit 1961 stehen die Yulin-Grotten auf der Liste der Denkmäler der Volksrepublik China in Gansu (1-36).